# Сноховка
Сно́ховка (рос. Сноховка) — присілок у складі Вадінського району Пензенської області, Росія.
Населення — 28 осіб (2010; 49 у 2002).
Національний склад станом на 2002 рік:
- росіяни — 96 %